# Labenwolf-Gymnasium Nürnberg
Das Labenwolf-Gymnasium ist ein städtisches Gymnasium in Nürnberg, das sich in unmittelbarer Nähe der Burg befindet. Die Schule wurde nach dem Nürnberger Erzgießer Pankraz Labenwolf benannt.

## Geschichte
Das Gründungsjahr 1823 bezieht sich auf die Höhere Töchterschule, die 1898 mit dem 1842 gegründeten Portschen Institut zur Städtischen Höheren Mädchenschule in einem neu errichteten Schulgebäude zusammengelegt wurde. Das historistische Schulhaus im Stil der Nürnberger Renaissance wurde von 1896 bis 1898 auf dem Grundstück Labenwolfstraße 10 nach Entwurf  von Heinrich Wallraff, dem Leiter des Hochbauamtes der Stadt Nürnberg, erbaut. Am 3. Mai 1912 erfolgte durch einen Beschluss des Kultusministeriums die Anerkennung als Höhere (sechsklassige) Mädchenschule, und eine zweiklassige Frauenschule wurde eingerichtet. Im Jahr 1925 erfolgte die Umbenennung der Höheren Mädchenschule in Städtisches Mädchenlyzeum.
Während der Zeit des Nationalsozialismus wurde das Mädchenlyzeum in eine Deutsche Oberschule umgewandelt. Im Zweiten Weltkrieg wurde das Schulgebäude bei den Luftangriffen auf Nürnberg nahezu vollständig zerstört, sodass der Unterricht am 3. Dezember 1945 für alle drei städtischen Mädchenoberschulen vorerst im Schulgebäude in der Grimmstraße (heute: Gebrüder-Grimm-Schule) in Erlenstegen begann. Bereits im Mai 1946 musste man jedoch aus Platzmangel und wachsenden Schülerzahlen in das Schulhaus Schnieglinger Straße 38 (heute: Dr.-Theo-Schöller-Schule) in St. Johannis umziehen. Im ehemaligen und fast wiedererrichteten Gebäude der Wilhelm-Löhe-Schule in der Zeltnerstraße 19 in Tafelhof wurde im März 1948 eine Filiale der Schule eingerichtet, die ab 1950 als Mächenoberrealschule II (heute: Sigena-Gymnasium) selbständig weitergeführt wurde.
Zwischen 1951 und 1953 bezog die Schule unter der Bezeichnung Mädchenoberrealschule I im Schichtunterricht das wiedererrichtete Schulhaus in der Labenwolfstraße. Der Vollunterricht konnte erst mit dem bis 1965 errichteten Anbau wieder aufgenommen werden. Zum Schuljahr 1967/1968 wurde ein gemischtgeschlechtliches Musisches Gymnasium für Jungen und Mädchen eingerichtet, das 1966/1967 um einen mathematisch-naturwissenschaftlichen und einen neusprachlichen Zweig erweitert wurde. In den 2000er Jahren erfolgte außerdem eine Aufstockung der Turnhalle. Heute unterrichten rund 80 hauptamtliche Lehrer am Labenwolf-Gymnasium. Die Schule ist außerdem Teil des Netzwerks Schule ohne Rassismus – Schule mit Courage.

## Persönlichkeiten

### Schüler
- Kerstin Thieme (1909–2001), Komponistin, Kompositionslehrerin, Musikpädagogin und Musikschriftenautorin
- Kim Barth (* 1973), Jazzmusiker
- Benigna Munsi (* 2002), Nürnberger Christkind 2019/2020
- Heide Simonis (1943–2023), ehemalige schleswig-holsteinische Ministerpräsidentin[4]

### Lehrer
- Bernd Ogan (1942–2019), Pädagoge und Publizist